# Соболев, Иван Васильевич
Иван Васильевич Соболев (23 октября 1923, Першинское, Екатеринбургская губерния — 26 марта 1945, Круг, Верхняя Силезия) — командир отделения разведвзвода роты управления 61-й гвардейской Свердловско-Львовской танковой бригады 10-го гвардейского Уральского добровольческого танкового корпуса 4-й танковой армии 1-го Украинского фронта, гвардии сержант.

## Биография
Иван Васильевич Соболев родился 23 октября 1923 года в семье крестьянина Василия Дмитриевича Соболева в селе Першинском Першинского сельсовета Першинской волости Шадринского уезда Екатеринбургской губернии, ныне село входит в Далматовский муниципальный округ Курганской области. Русский.
Окончил 7 классов. Затем жил в городе Свердловске. После окончания ремесленного училища работал электросварщиком на заводе «Уралмаш».
В Рабоче-крестьянскую Красную Армию был призван 16 марта 1943 года Орджоникидзевским РВК г. Свердловска. Боевое крещение принял на Курской дуге, освобождал Украину, Польшу. Был ранен. Воевал в составе 30-го Уральского добровольческого танкового корпуса.
В первых числах марта 1944 года гвардии рядовой Соболев в составе разведывательной группы выполнял задания в тылу врага в районе украинского города Каменец-Подольска. 3 марта разведчики пробрались в деревню Мартьяновку и неожиданно встретили штурмовой взвод гитлеровцев. Соболев первым вступил в бой и увлёк за собой разведчиков. В бою с превосходящими силами было уничтожено 15 гитлеровцев и 35 взято в плен. На следующий день Соболев с бойцами отделения на танках ворвались на станцию Фридриховка. Гвардейцы первыми перерезали железнодорожную линию Проскуров — Тернополь и заняли оборону в районе станции. В течение дня разведчики отразили семь атак противника. Соболев лично уничтожил 5 вражеских пехотинцев, будучи раненым, не ушёл с поля боя. Указом Президиума Верховного Совета СССР от 29 марта 1944 года за образцовое выполнение заданий командования в боях с немецко-фашистскими захватчиками гвардии рядовой Соболев Иван Васильевич награждён орденом Славы 3-й степени.
Наши войска готовились к прорыву обороны противника в районе деревни Бзовица Тернопольской области. Иван Соболев незаметно проник к переднему краю противника, замаскировался. В течение дня ему удалось выявить огневые средства гитлеровцев, места скопления вражеской пехоты и техники. Командование вовремя получило необходимые сведения. 18 июля 1944 года в боях на подступах к городу Золочев разведгруппа, в которой действовал гвардии ефрейтор Соболев, проникла в расположение противника для ведения разведки. Группа с ценными разведданными уже возвращалась к своим, когда у деревни Ольшаницы, недалеко от Львова, была обнаружена гитлеровцами и окружена. Соболев проявил мужество и первым бросился на врага. В результате скоротечного боя было уничтожено свыше 10 гитлеровцев. На следующий день, 19 июля, противник стал отступать из деревни Ольшаницы. Соболев с группой разведчиков зашёл во фланг отходившим гитлеровцам и завязал бой. В результате было уничтожено около взвода вражеских солдат. В одном из боёв он заметил замаскированный во ржи вражеский пулемёт, скрытно подполз к нему и забросал гитлеровцев гранатами. Указом Президиума Верховного Совета СССР от 23 сентября 1944 года за образцовое выполнение заданий командования в боях с немецко-фашистскими захватчиками гвардии ефрейтор Соболев Иван Васильевич награждён орденом Славы 2-й степени.
С 1944 года член ВКП(б).
14 января 1945 года во время общего наступления советских частей в Польше гвардии младший сержант Соболев под сильным огнём в составе группы пробрался в расположение противника, в деревню Пекошув. Гранатами и из автомата уничтожил 4 гитлеровца. После этого подорвал железнодорожную линию, отрезав противнику отступление. В ночь на 17 января с группой разведчиков ворвался на железнодорожную станцию, уничтожил трёх гитлеровцев-охранников и захватил несколько вагонов с военными грузами. Преследуя противника, разведчики вошли в деревню, где расположился штаб немецкой части. Забросав его гранатами, они ворвались в здание уничтожили 4 солдат противника и 4 взяли в плен, также захватили знамя части. За эти бои гвардии младший сержант Соболев был представлен к ордену Славы 1-й степени. Указом Президиума Верховного Совета СССР от 10 апреля 1945 года за образцовое выполнение заданий командования в боях с немецко-фашистскими захватчиками гвардии младший сержант Соболев Иван Васильевич награждён орденом Славы 1-й степени.
15 марта 1945 года началась Верхне-Силезская наступательная операция. 10-й гвардейский Уральский добровольческий танковый корпус, ранее находившийся в резерве, перешёл в наступление в направлении Нейссе. 17 марта 1945 года 61-я гвардейская танковая бригада овладела городом Нойштадт (ныне Прудник) и соединилась с наступавшими с востока советскими частями, замкнув окружение немецких войск. До 24 марта велись бои по уничтожению окружённой группировки. 24 марта 1945 года поступило распоряжение командующего 4-й танковой армией о сосредоточении дивизии ночным маршем в районе Лайенитц (ныне Лисенцице) (пол. Lisięcice) для уничтожения Ратиборской группировки немцев и 25 марта 1945 года дивизия перешла в наступление и вышла в район Бладен (ныне Влодзенин) (пол. Włodzienin). 
26 марта 1945 года противник силами дивизии сопровождения фюрера и 500-го штрафного батальона оказывал упорное сопротивление советским войскам. Командир отделения разведвзвода роты управления 61-й гвардейской Свердловско-Львовской танковой бригады Иван Васильевич Соболев под сильным обстрелом пробрался в расположение войск противника в районе деревни Круг (ныне Дзбаньце) (пол. Dzbańce), разведал расположение огневых точек и количество техники, быстро донёс своему командованию. При возвращении в свою часть встретился с группой противника и вступил в нравный бой, метким огнём убил 7 немцев, но погиб от разрыва вражеского снаряда. За этот подвиг награждён орденом Отечественной войны I степени посмертно. Похоронен в лесу в 2 км южнее деревни Круг района Браниц земельного округа Леобшютц (нем. Landkreis Leobschütz) административного округа Оппельн провинции Верхняя Силезия Свободного государства Пруссия, ныне деревня Дзбаньце (пол. Dzbańce) входит в гмину Бранице Глубчицкого повята Опольского воеводства Республики Польша. За 25—26 марта 1945 года 61-я гвардейская танковая бригада потеряла 10 танков Т-34 сгоревшими, 7 танков Т-34 подбитыми, 26 человек убитыми и ранеными. 
В наградных документах к ордену Отечественной войны указано, что Иван Соболев — гвардии сержант, член ВКП(б) с 1944 года, а в Донесении о безвозвратных потерях — что он гвардии младший сержант, член ВЛКСМ.
Перезахоронен в братскую могилу № 322 кладбища советских воинов в городе Кендзежин-Козле Кендзежинско-козельского повята Опольского воеводства Республики Польша.

## Награды
- Орден Отечественной войны I степени, 25 мая 1945 года[2]
- Орден Славы I степени, 10 апреля 1945 года[3]
- Орден Славы II степени № 3488, 23 сентября 1944 года[4]
- Орден Славы III степени № 27223, 29 марта 1944 года[5]

## Память
- В марте 1983 года улица Большая Верх-Исетского района Свердловска (ныне Екатеринбург) переименована в улицу имени Соболева, на здании госпиталя ветеранов войны, который находится на этой улице, установлена мемориальная доска его памяти.
- Именем И. В. Соболева названа улица в селе Першино[6].
- 1 мая 2015 года по инициативе редакции районной газеты «Далматовский вестник» на Аллее Героев (заложена 9 мая 1984 года) в городском парке города Далматово были посажены березки. У каждой березки установлена табличка-обелиск с именем Героя. Среди них И.В. Соболев[7].
- В 2019—2020 годах по инициативе депутата Курганской областной Думы Федора Ярославцева на Аллее Героев в городском парке города Далматово установлены 14 бюстов Героев. Бюсты героев были вылеплены из глины шадринским скульптором Александром Сергеевичем Галяминских. А отлиты на средства спонсоров — предпринимателей и организаций района. Среди них бюст И.В. Соболева. Открытие было приурочено к 75-летию Победы 9 мая 2020 года[8].